# Киш (Хормозган)
Киш (перс. كيش‎) — портовый город на юге Ирана, в провинции Хормозган. Входит в состав шахрестана  Бендер-Ленге. Шестой по численности населения город провинции.

## География
Город находится в западной части Хормозгана, на северном побережье одноимённого острова.
Киш расположен на расстоянии приблизительно 230 километров к западу-юго-западу (WSW) от Бендер-Аббаса, административного центра провинции и на расстоянии 1040 километров к юго-юго-востоку (SSE) от Тегерана, столицы страны.
В юго-западной части города расположен международный аэропорт (IATA: KIH, ICAO: OIBK).

## Население
По данным переписи, на 2006 год население составляло 20 667 человек; в национальном составе преобладают персы и арабы.

## Галерея

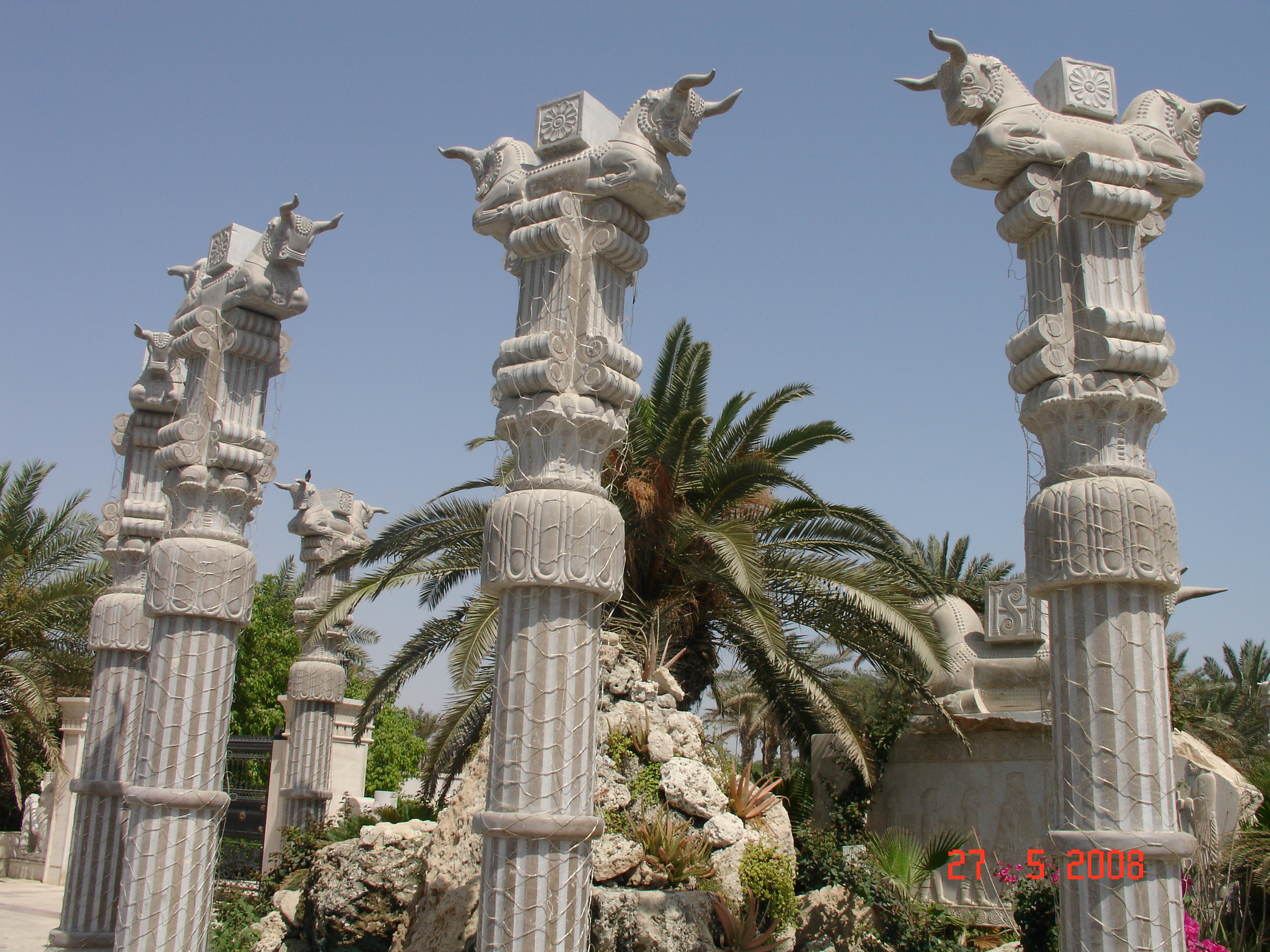
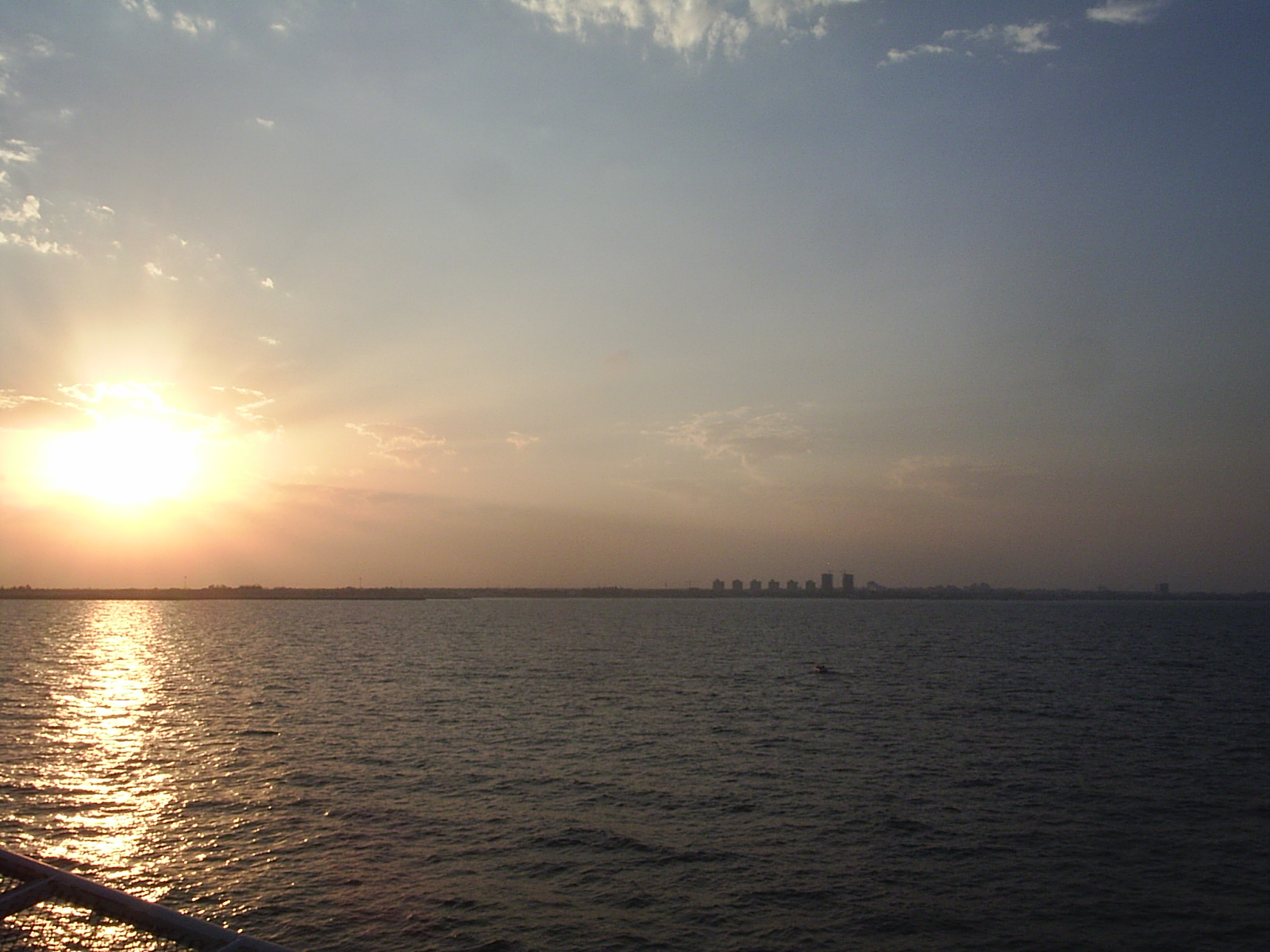
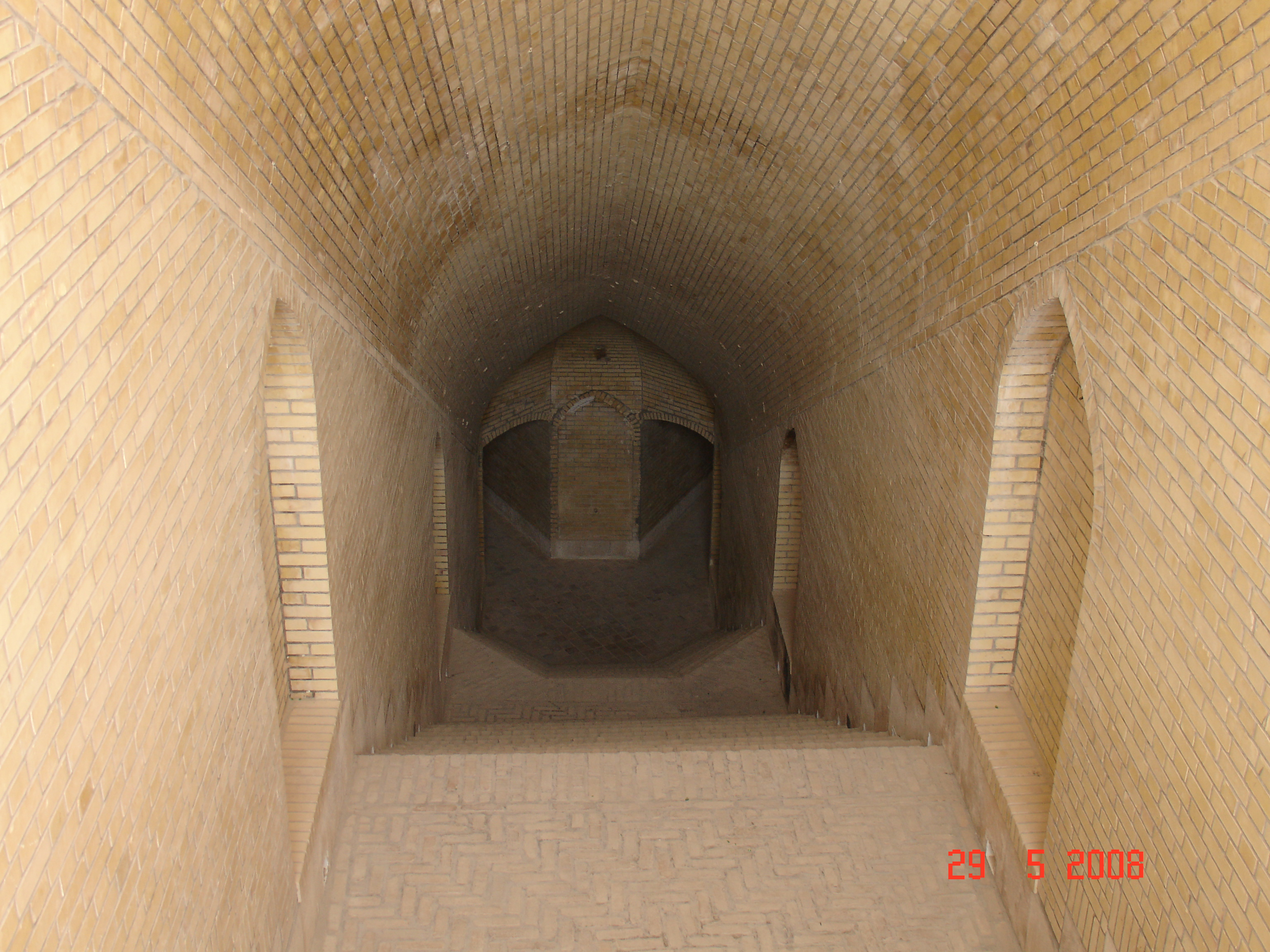
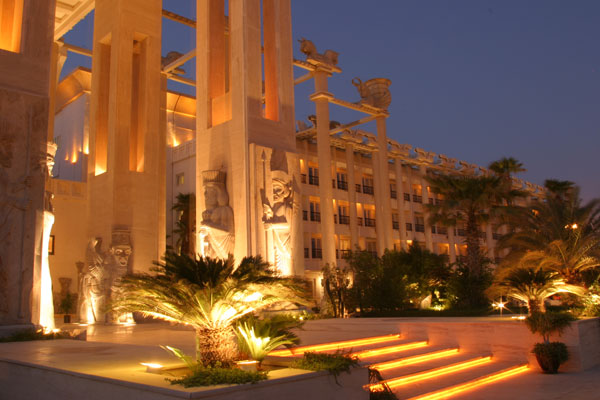